# Клан Гогг

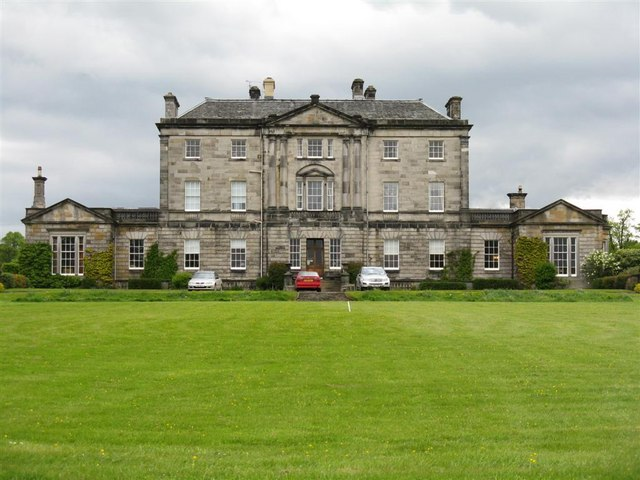
Замок Ньюлістон-хаус.

Клан Гогг (шотл. — Clan Hogg, Clan Hog) — клан Гоґ, клан Хог —один з кланів рівнинної частини Шотландії — Лоулендсу. На сьогодні клан не має визнаного герольдами Шотландії вождя, тому називається в Шотландії «кланом зброєносців».
Гасло клану: Dat Gloria Vires — Славне ім'я дарує силу (лат.)
Символ клану: дуб.
Землі клану: Шотландське Прикордоння.
Резиденція вождів клану: замок Ньюлістон-хаус (Кірклістон, Лотіан).

## Історія клану Гогг
Думки істориків про походження клану Гогг та його назви суперечливі. Є версія, що назва клану походить від слова «дикий кабан» — сакральної тварини для давніх кельтів. Згідно іншої версії назва клану походить від слова Hoga — "обережність, «бути розсудливим» (гельск.)
В історичних документах перша згадка про клан Гогг та його вождів датується кінцем ХІІІ століття. У 1296 році король Англії Едвард І Довгоногий, користуючись тим, що трон Шотландії виявився вакантним, захопив Шотландію і змусив вождів шотландських кланів присягнути йому на вірність і підписати відповідний документ — «Рагман роллс». У цьому документі згадуються Джон Гогг з Единбургу та Генрі Гогг з Роксбургширу. Але ще до цього у документі, що датується 1274 роком згадується Філіп ле Гоґ, що можливо, був вождем клану Гогг. У 1323 році у документах інквізиції згадується Алан ле Гогг (Alan le Hogge), що жив тоді в Ланкаширі.
Не виключено, що до клану Гогг має якесь відношення Турсіл Гоґа, що був одним із свідків хартії Кнута у 1024 році.
Жителі Единбургу з прізвищем Гогг неодноразово згадуються в документах XIV століття. Роджер Гогг був одним із найвпливовіших громадян Единбургу в 1358—1363 роках. Саймон Гогг згадується як громадянин Единбургу в документах 1402 року. У 1379 році шотландці взяли штурмом замок Берік, що був до того захоплений англійським військом. У штурмі замку брали участь воїни з кланів Гогг та Лідзевод та їх союзники. Відомою людиною з клану Гогг був письменник Джеймс Гогг, що був відомий як Еттрік Шефард. Він написав книгу «Приватні мемуари і визнання виправданого грішника».
У 1935 році полковник Стюарт Гогг Ньюлістон — адвокат був призначений заступником лорд-лейтенанта Західного Лотіану. Його син брав участь у Першій та Другій світовій війнах і був нагороджений Військовим хрестом.
Рід вождів клану Гогг урвався, але збереглась резиденція вождів клану Гогг — замок Ньюлістон-хаус, що стоїть біля Кірклістона, що біля Единбургу.